# Дон Страуд
Доналд Ли Страуд (енгл. Donald Lee Stroud; Хонолулу, Хаваји, 1. септембра 1943) је амерички позоришни, филмски и телевизијски глумац, музичар и сурфер. Страуд се појавио у преко 100 филмова и 200 телевизијских серија.